# Trukan
Trukan is een bestuurslaag in het regentschap Wonogiri van de provincie Midden-Java, Indonesië. Trukan telt 2646 inwoners (volkstelling 2010).